# Drosophila subobscura
Drosophila subobscura é uma espécie de mosca da família Drosophilidae. Originalmente encontrada na região do mar Mediterrâneo, expandiu-se por grande parte da Europa e do Oriente Próximo. Foi introduzida nas costas oeste do Canadá, dos Estados Unidos e do Chile. Seu parente mais próximo é Drosophila madeirensis, encontrada na região da Madeira, seguido por Drosophila guanche, presente nas Canárias. Essas três espécies formam o subgrupo de espécies D. subobscura. Durante o acasalamento, machos e fêmeas realizam uma elaborada dança de cortejo sexual, na qual a fêmea pode encerrar o ritual virando-se ou estender sua probóscide em resposta à do macho, permitindo a cópula. D. subobscura é considerada um organismo-modelo devido ao seu uso em estudos evolutivos e biológicos.

## Descrição
Indivíduos de D. subobscura, tanto selvagens quanto criados em laboratório, possuem corpo marrom, asas transparentes, balancins amarelos, pernas amareladas e olhos vermelhos. Não apresentam dimorfismo sexual em tamanho; machos e fêmeas medem cerca de 2 mm de comprimento. Nos machos, a antena é marrom e a superfície dorsal do tórax é marrom. O tergo (área dorsal, exceto a cabeça) é marrom-escuro. As patas dianteiras possuem três segmentos tarsais. O primeiro segmento, o mais longo, contém o pente proximal, com 7 a 12 dentes. O segundo segmento possui o pente distal, com 10 a 13 dentes. As fêmeas compartilham as mesmas características dos machos, exceto pelos pentes tarsais. Os ovos têm metade do tamanho dos da espécie próxima D. obscura. As larvas e pupas são típicas da família Drosophilidae.

### Cabeça
A arista [en] (cerdas que saem das antenas) de D. subobscura possui 6 a 8 ramificações, com 1 a 2 abaixo da forquilha terminal. A antena é marrom, da mesma cor da cápsula cefálica. A parte frontal da antena é marrom-escura e fosca. A carina (cartilagem traqueal que separa os brônquios) é arredondada, alargando-se na base, e a face é marrom-clara. Os ocelos têm a mesma cor dos olhos.

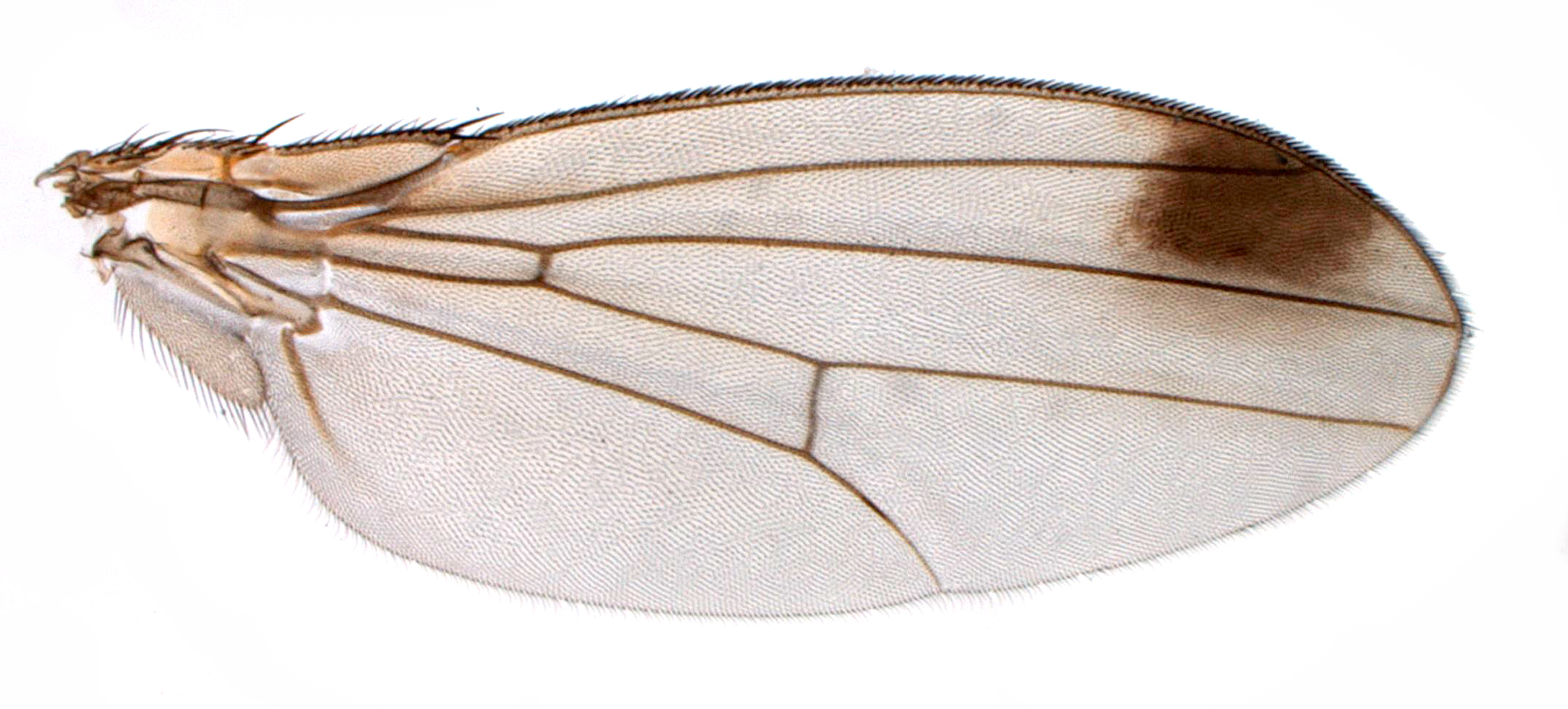
Vista detalhada das asas de uma espécie de Drosophila.

### Corpo
O dorso do tórax é marrom, sem traços de listras ou linhas longitudinais. As asas são incolores, com membrana que não se dobra nem amassa, mas se expande, exibindo uma venação detalhada.

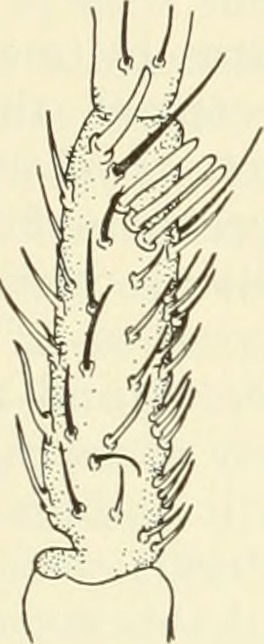
Esboço das cerdas no primeiro segmento tarsal de uma espécie de Drosophila.

As pernas de D. subobscura são amareladas. Os pentes de dentes estão alinhados no eixo longitudinal do primeiro e segundo segmentos tarsais das patas dianteiras. O pente proximal, no primeiro segmento, tem 7 a 12 dentes e cerca de metade do comprimento do segmento. Os dentes no extremo distal do segmento são ligeiramente mais longos que o segmento. O primeiro segmento tarsal é um pouco mais longo que o segundo e o terceiro, mas mais curto que a soma de ambos. O abdômen possui tergitos uniformemente marrom-escuros, brilhantes sob certas luzes.

### Cerdas
As cerdas fronto-orbitais superiores reclinadas são longas, as médias são curtas e as inferiores proclinadas são de tamanho médio, proporcionais em um padrão 4:2:3. As cerdas ocelares, pós-verticais, verticais internas e externas têm aproximadamente o mesmo comprimento das cerdas fronto-orbitais superiores reclinadas. A cerda atrás das vibrissas tem menos da metade do comprimento das cerdas fronto-orbitais superiores. A espécie possui duas pares de cerdas dorso-centrais, com 8 a 10 fileiras de pelos acrosticais, sem cerdas acrosticais desenvolvidas. As cerdas escutelares anteriores são paralelas entre si. As cerdas esternopleurais anteriores são mais curtas que as posteriores. As asas possuem cerdas costais. As cerdas tibiais pré-apicais e apicais não são excepcionalmente longas.

### Distinção de outras espécies deDrosophila
D. subobscura é incomum no gênero Drosophila por ser monândrica (fêmeas acasalam com apenas um macho por vez). Além disso, diferente do gênero, D. subobscura não acasala na ausência de luz nem produz canções de cortejo por vibração das asas. Um estudo de 2017 revelou que a diferença no comportamento de cortejo entre D. subobscura e D. melanogaster (especialmente a transferência de presente nupcial em D. subobscura) pode ser devido à ativação optogenética de um circuito neural distinto em ambas as moscas.

## Taxonomia
Em 1933, A. H. Sturtevant capturou uma espécie de Drosophila na Inglaterra. Ao enviar os espécimes para J. E. Collin, em Newmarket, Collin inicialmente os identificou como D. obscura. Três anos depois, a primeira descrição de D. subobscura apareceu em um adendo ao artigo de Gordon, por meio de uma nota escrita por Collin. Na nota, Collin comparou ambos os sexos de D. subobscura e os diferenciou como uma espécie distinta de D. obscura, sua espécie mais próxima. A descrição de Collin, considerada incompleta mas necessária para validar o nome D. subobscura, foi complementada por uma descrição mais completa do Dr. James Smart.
Em 1942, A. H. Sturtevant fundou o grupo obscura, que inicialmente incluía os grupos de espécies affinis e obscura. O grupo obscura pertence ao subgênero Sophophora [en]. Atualmente, o grupo de espécies obscura contém seis subgrupos, listados alfabeticamente: affinis, microlabis, obscura, pseudoobscura, subobscura e sinobscura. D. subobscura pertence ao subgrupo subobscura, junto com as espécies próximas Drosophila guanche e Drosophila madeirensis.
Em experimentos, D. subobscura não se reproduz com outras espécies do grupo obscura, exceto com D. madeirensis, também do subgrupo subobscura. Quando cruzadas, produzem machos estéreis e fêmeas férteis. Em março de 2019, o primeiro sequenciamento de leitura longa do genoma de D. subobscura foi apresentado, mostrando que a evolução de sua estrutura genômica é indiretamente impulsionada pela supressão da recombinação genética de inversões cromossômicas. Esse efeito mantém conjuntos de alelos adaptativos juntos em meio ao fluxo gênico.
Quando Collin identificou a espécie capturada por Sturtevant como D. subobscura em 1933, o nome foi criado como um nome de manuscrito. A espécie foi então criada no Departamento de Biometria da University College London em Londres para experimentos genéticos. Um artigo resultante desse trabalho referiu-se à espécie testada pelo nome de manuscrito de Collin, D. subobscura, e assim foi chamada daí em diante. Na época, sabia-se que D. subobscura era apenas um nome de manuscrito, criando expectativa de que Collin publicasse uma descrição da espécie, validando o nome. Embora Collin não tenha publicado a descrição esperada, em 1936 ele contribuiu com uma nota no adendo de um artigo de Gordon, delineando um diagnóstico dos sexos e a diferenciação da espécie de D. obscura, atribuindo o nome D. subobscura a Collin. Assim, o nome “D. subobscura Collin” data de 1936, pois nenhum artigo anterior inclui uma descrição que satisfizesse as regras de nomenclatura. Antes do adendo de Gordon, o nome D. subobscura em trabalhos publicados era considerado um nome de manuscrito. Em 1938, dois anos após o artigo de Gordon, Dr. Eugéne Séguy descobriu uma nova espécie de Drosophila no Quênia, nomeando-a D. subobscura. Embora registrada no Zoological Record de 1938, o nome “D. subobscura Collin” ainda não apareceu no Zoological Record como uma nova espécie.

## Distribuição

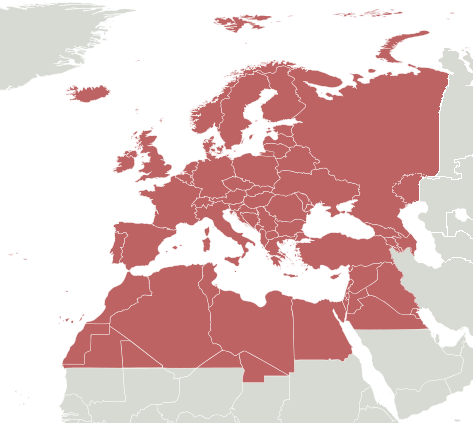
Distribuição nativa de D. subobscura.

D. subobscura é amplamente distribuída na Europa, da Escandinávia ao Mediterrâneo, e no norte da África e Oriente Médio até o Irã. Sua distribuição abrange mais de 30 graus de latitude, com populações mais densas no reino paleoártico ocidental. Populações introduzidas são encontradas nas costas oeste do Canadá, Estados Unidos e Chile.
D. subobscura foi descoberta nas Américas (sul do Chile) em fevereiro de 1978. Posteriormente, foi encontrada em La Serena, Chile, no verão de 1979; Punta Arenas, Chile, em janeiro de 1981; Bariloche, Argentina, em novembro de 1981; e Mar del Plata, Argentina, em 1984. Em 1982, foi descoberta na América do Norte, em Port Townsend, Washington, seguida por áreas ao norte e sul, de Vancouver a Oregon. No outono de 1983, foi encontrada no Vale Central, Davis e El Rio, Califórnia.
Há especulações recentes de que a colonização de D. subobscura na América do Norte ocidental é um evento mais moderno. A origem dos colonizadores da América do Norte e do Sul permanece desconhecida, mas evidências indicam que derivam das populações paleoárticas originais.

## Habitat

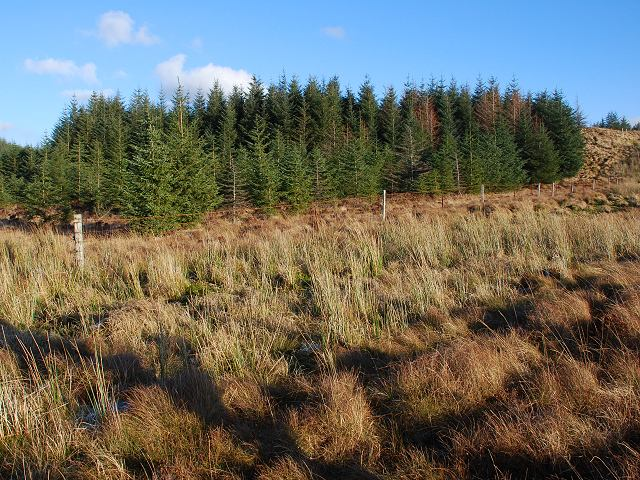
D. subobscura é encontrada em margens de florestas e campos abertos.

D. subobscura é encontrada principalmente em campos abertos ou margens de florestas. Reduções na luz e temperatura induzem atividade locomotora em D. subobscura para áreas fora da floresta. O genoma de algumas populações gregas de D. subobscura mostra evidências de variação microgeográfica, sugerindo que a espécie pode exibir escolha de habitat.
No entanto, não há evidências de que D. subobscura exiba escolha individual de habitat, o que está alinhado com o fato de que seu polimorfismo de inversão, bem estudado, é relativamente inflexível e lento para responder ao ambiente. Além disso, os indivíduos não mostram muita preferência por diferentes horários do dia; ainda assim, há evidências de que a espécie exibe alimentação e fidelidade a locais de reprodução, retornando a iscas familiares.

## Acasalamento

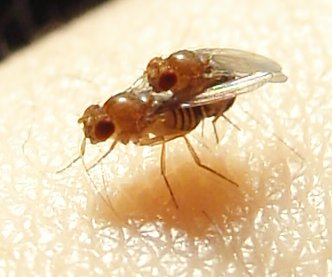
Espécie de Drosophila acasalando, com o macho montando a fêmea por trás.

D. subobscura é monândrica, um comportamento incomum entre Drosophila. Estímulos visuais determinam o comportamento de cortejo sexual. D. subobscura não acasala no escuro e não produz canções de cortejo por vibração das asas, como outras espécies de dípteros. Em vez disso, o macho realiza movimentos repetidos de “tesoura” com as asas, intensificados na presença de outras moscas, indicando busca por uma fêmea. Quando uma fêmea aparece, o macho a toca com as patas dianteiras, posiciona-se à frente dela e estende sua probóscide. Inicia-se então uma “dança”, com a fêmea movendo-se lateralmente enquanto o macho tenta manter-se de frente para ela, geralmente com asas levantadas e esticadas. Às vezes, a montada ocorre sem a dança. A fêmea tem duas opções: encerrar o cortejo, virando-se e saindo, ou ficar parada, estender a probóscide e abrir as asas, convidando o macho a montá-la. Nesse caso, o macho estende as asas lateralmente, posiciona-se atrás da fêmea e a monta. As probóscides podem ou não se tocar previamente. Exclusivamente em D. subobscura, machos tentam acasalar com modelos de cera, mas apenas se os modelos se movem em padrões semelhantes à dança de cortejo. Sem a dança, os machos não tentam a cópula.
Embora os machos sempre estendam a probóscide, o comportamento da fêmea varia. Em três cortejos consecutivos, observaram-se três comportamentos femininos: 1) sem protrusão da probóscide, 2) extensão contínua da probóscide por vários segundos após a montada, e 3) protrusão e retração repetidas da probóscide antes da montada. As extremidades das probóscides de macho e fêmea podem se tocar, alternando movimentos para frente e para trás.

### Seleção sexual
D. subobscura pratica alimentação nupcial, na qual um presente nutricional é transferido durante ou após o cortejo e/ou cópula. Em D. subobscura, o presente é uma gota regurgitada secretada pelo papo do macho, transferida para a probóscide da fêmea. Impedir a produção e troca de presentes nutricionais reduz o sucesso de acasalamento dos machos e a contagem de ovos das fêmeas.
Machos em boas condições produzem mais presentes nutricionais, aumentando o sucesso de acasalamento. Fêmeas famintas preferem machos bem alimentados, possivelmente devido à maior quantidade de gotas produzidas por eles. Se machos maiores, com presentes nutricionais maiores, são impedidos de produzi-los, machos menores têm mais sucesso no cortejo, devido a melhor acompanhamento da fêmea durante a dança. Machos maiores apresentam aceleração e desaceleração mais lentas.

### Comportamento de machos consanguíneos

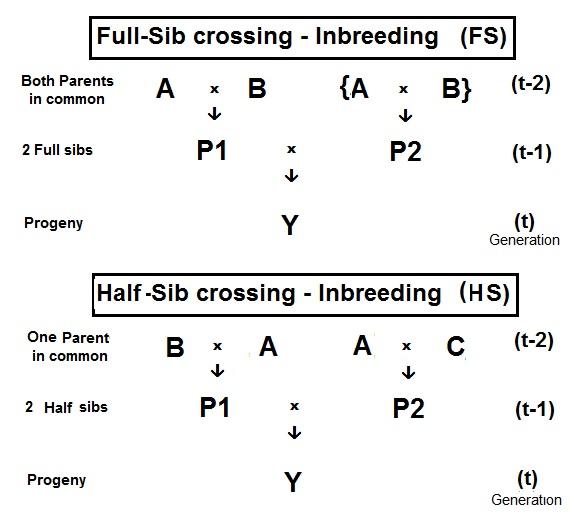
Diagrama alélico de consanguinidade e sua relação com similaridade genética ancestral.

Observações do comportamento de acasalamento em machos consanguíneos revelam que, na maioria dos casos, cortejos ativos ocorrem, mas o acasalamento raramente segue. Danças prolongadas são raras. Em alguns casos, o macho aborda diretamente a fêmea, que se move lateralmente várias vezes antes de se afastar. Ocasionalmente, o macho tenta seguir os movimentos laterais da fêmea, mas frequentemente fica para trás e tem dificuldade em manter-se de frente para ela. Se a fêmea para e estende a probóscide, o macho geralmente tenta montar, mas frequentemente cai de costas ou aterrissa muito à frente ou atrás da fêmea. Nesse último caso, a fêmea permanece parada com as asas parcialmente esticadas antes de eventualmente expulsar o macho. Machos consanguíneos que tentam cortejar sem sucesso podem abordar a fêmea lateralmente ou por trás, tentando montar diretamente, um comportamento descrito como “desespero”. Essas tentativas permanecem malsucedidas. O menor sucesso de acasalamento em machos consanguíneos é atribuído à menor capacidade atlética, devido a músculos menos eficientes, órgãos sensoriais e coordenação neuromuscular, em vez de menor intensidade de cortejo.

### Influência da microbiota intestinal no comportamento de acasalamento
Um estudo mostrou que a condição da microbiota intestinal de D. subobscura afeta seu comportamento de acasalamento. Ao suprimir a microbiota intestinal de fêmeas com antibióticos, observou-se que essas fêmeas acasalavam mais rápido com machos com microbiota intacta. Fêmeas com microbiota intacta eram menos propensas a acasalar com machos com microbiota intacta. Além disso, a fecundidade aumentava quando a microbiota intestinal de machos e fêmeas era suprimida por antibióticos, comparado a nenhuma supressão.

## Genética
A análise da glândula salivar de D. subobscura mostra que seu genoma imita o cariótipo de Drosophila, consistindo em um pequeno ponto e cinco hastes acrocêntricas grandes. O genoma não apresenta cromocentro e contém altos níveis de polimorfismos cromossômicos causados por inversões paracêntricas em todas as hastes acrocêntricas. Desenhos politênicos e fotomapas auxiliaram no estudo dessas inversões, permitindo a identificação de mais de 600 ligações e marcadores genéticos, que abrangem a maioria do genoma eucromático. Mais de 65 inversões foram identificadas.
D. subobscura é frequentemente usada em estudos evolutivo-biológicos. Como um organismo-modelo no grupo de espécies obscura, sua genética e ecologia foram estudadas por mais de 40 anos. Essas moscas são modelos favoráveis desde os trabalhos influentes de Theodosius Dobzhansky e seus colegas na década de 1930. Desde sua descoberta no reino paleoártico até sua colonização na América do Norte e do Sul, atraiu o interesse de cientistas europeus e americanos como material experimental em evolução, biologia e ecologia.

### Importância no rastreamento de mudanças climáticas
O genoma de D. subobscura tem sido usado para rastrear mudanças climáticas globais, medindo a magnitude e a direção das mudanças nas frequências de inversão cromossômica em comparação com temperaturas ambientes em locais selecionados na Europa, América do Norte e América do Sul. Em 21 de 22 populações de D. subobscura, genótipos típicos de climas quentes aumentaram em frequência. Demonstrou-se que mudanças genéticas em D. subobscura nesses locais podem ser usadas como uma ferramenta para rastrear o aquecimento climático global.